# Ozarba persinua
Ozarba persinua är en fjärilsart som beskrevs av Emilio Berio 1940. Ozarba persinua ingår i släktet Ozarba och familjen nattflyn. Inga underarter finns listade i Catalogue of Life.